# Aartsbisdom Gaeta
Het aartsbisdom Gaeta (Latijn: Archidioecesis Caietana; Italiaans: Arcidiocesi di Gaeta) is een in Italië gelegen rooms-katholiek bisdom met zetel in de stad Gaeta in de provincie Latina. Het bisdom staat als immediatum onder rechtstreeks gezag van de Heilige Stoel.

## Geschiedenis
Toen de stad Formia rond 859 werd belegerd door de Saracenen, besloot men de bisschopszetel te verplaatsen naar Gaeta. In de 10e eeuw werd het bisdom samengevoegd met het bisdom Traetto. Traetto was in feite het oudere bisdom Minturno dat in 590 met Formia werd samengevoegd en onder het pontificaat van paus Leo III weer was opgericht.
In 1818 werd Gaeta door een concordaat tussen paus Pius VII en koning Ferdinand I der Beide Siciliën samengevoegd met het opgeheven bisdom Fondi. Op 31 december 1848 werd Gaeta verheven tot immediaat aartsbisdom.

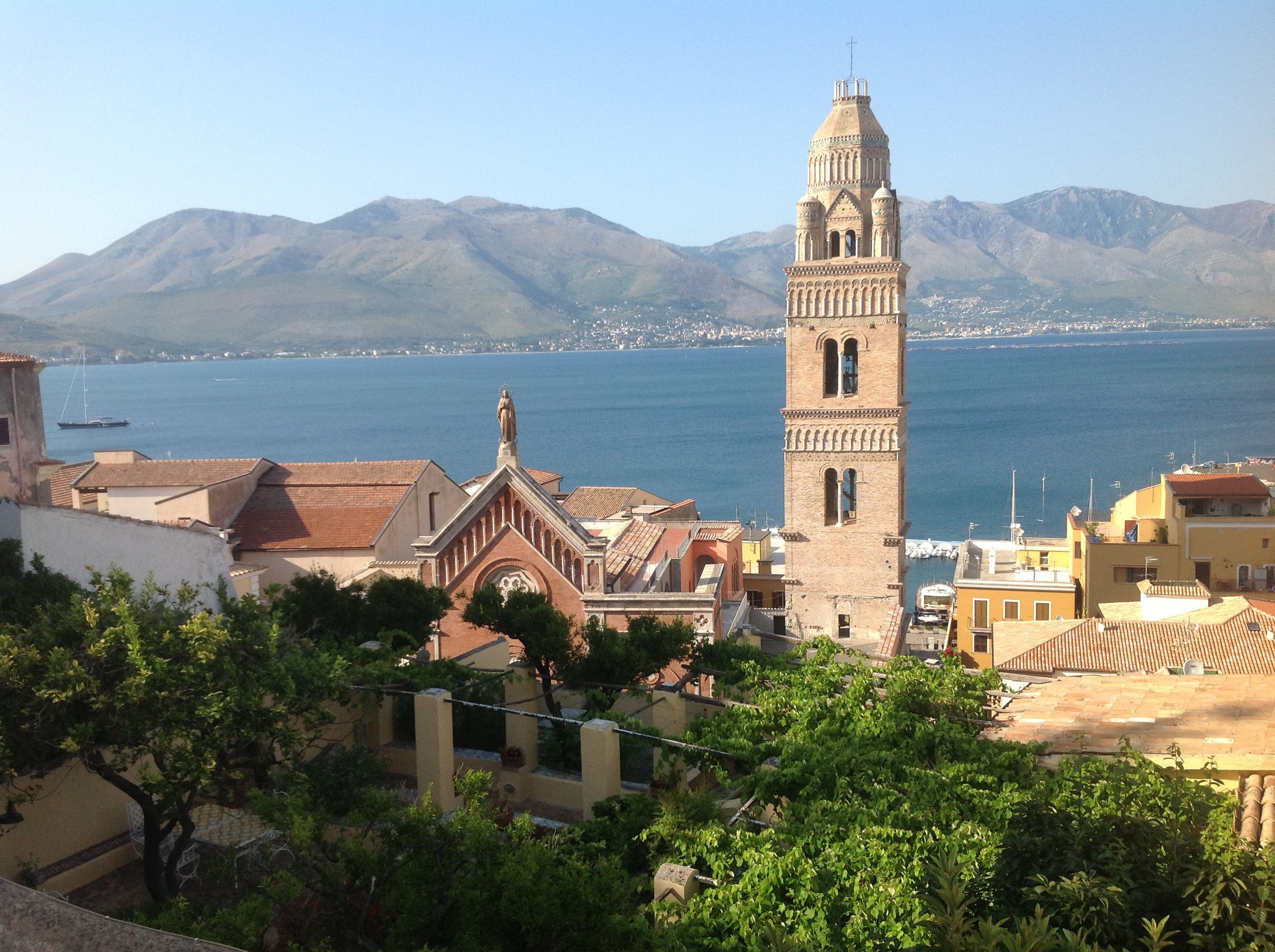
Kathedraal van Gaeta